# Lenny (альбом)
Lenny — шестой студийный альбом американского рок-музыканта Ленни Кравица, выпущенный 30 октября 2001 года.
Продюсером альбома выступил сам Кравиц.
Альбом достиг 12-го места в хит-параде Billboard 200.
Альбом достиг максимального уровня продаж в США и ему был присвоен платиновый статус  от RIAA за тираж более 1 000 000 экземпляров в декабре 2001 года.

## Список композиций
1. «Battlefield of Love»
2. «If I Could Fall in Love»
3. «Yesterday Is Gone (My Dear Kay)»
4. «Stillness of Heart»
5. «Believe in Me»
6. «Pay to Play»
7. «A Million Miles Away»
8. «God Save Us All»
9. «Dig In»
10. «You Were in My Heart»
11. «Bank Robber Man»
12. «Let’s Get High»